# 엔도 류사쿠
엔도 류사쿠(일본어: 遠藤柳作, 1886년 3월 18일 ~ 1963년 9월 18일)는 일본 무사시노 은행의 설립자이자 정치가, 변호사이다. 사이타마현 출신이다.

## 약력
- 1910년 : 도쿄 제국대학 졸업, 고등문관시험 합격, 조선총독부 근무.
- 1920년부터 : 도쿄 부 산업부장, 지바 현 내무부장, 아오모리현 관선 지사, 미에현 관선 지사.
- 1928년 : 중의원 의원, 무사시노철도 사장.
- 1931년 : 가나가와현 관선 지사
- 1932년 : 아이치현 관선 지사
- 1933년 : 만주국 구구원 총무장관 취임 (~1935년)
- 1939년 : 아베 노부유키 내각의 내각서기관장으로 취임
- 1943년 : 도쿄 신문 사장
- 1945년 : 조선총독부 정무총감
- 1952년 : 무사시노은행 창립위원장으로 초대 회장.
- 1955년 : 참의원 의원
- 1956년 : 무사시노은행 대표이사 회장 취임